# Onthobium lerati
Onthobium lerati là một loài bọ cánh cứng trong họ Bọ hung (Scarabaeidae).